# Apa-lánya nap
 Az Apa-lánya nap (Daddy Daughter Day) A Goldberg család című szituációs komédia-sorozat első évadjának első epizódja, amely Seth Gordon rendezésében 2013. október 1-jén jelent meg az Egyesült Államokban, míg Magyarországon 2016. november 8-án került bemutatásra a Comedy Central csatornán.

## Cselekmény
|  | Alább a cselekmény részletei következnek! |

Miután Murray fél kérdezősködni Erica "lányos" dolgairól, és ad neki csak azért húsz dollárt, mert azt mondta, lányos dolgokra kell, Beverly elküldi őt és Ericát egy "Apa-lánya" napra. Murray úgy dönt, a korcsolyapályára viszi a lányát, hiszen amikor kicsi volt, imádott korizni. Az eleinte kínos napon Murray végre kezd feloldani, együttes erővel ki is nevetik Barryt a korcsolyapályán,  de miután Erica elkezdi mondani, mi történik épp az életében, apja rájön,. hogy ő tényleg nem ért ezekhez a dolgokhoz. Barry menő és fenyegető ruhákat szeretne a hetedik osztály első napjára, azonban édesanyja nem szeretné, hogy az ő kicsi fia olyan gyorsan felnőjön, ezért gyerekesebb, vonatos ruhákat vesz neki. Megjelenik Papi, és egyetért unokájával abban, hogy szörnyű ruhái vannak, így hát együtt elmennek vásárolni rendes ruhákat, úgy, hogy Beverlynek nem szólnak, és amikor hazaérnek, őt kell meggyőzniük arról, hogy Barrynek jobb így. Beverly látszólag beleegyezik, ám amikor másnap Barry fel akarja venni a ruháit, látja, hogy azok összementek. Ő és Papi rögtön Beverlyt vádolják, aki egy ideig tagad, aztán bevallja az igazságot, hogy direkt forró vízzel mosott. Végül megbékél, és belátja, hogy Barrynek már tényleg nem kellenek ilyen gyerekes ruhák, és elmennek a plázába, rendeseket vegyenek. A pláza zárva van, de Beverly kierőszakolja, hogy bemehessenek. Aztán Murray és Erica is kibékülnek, Barry pedig menő ruhában megy iskolába.
|  | Itt a vége a cselekmény részletezésének! |